# Ойкино
Ойкино — деревня в Клявлинском районе Самарской области в составе сельского поселения Чёрный Ключ.

## География
Находится на расстоянии примерно 18 километров по прямой на северо-запад от районного центра железнодорожной станции Клявлино.

## История
Деревня была основана мордвой, выселившейся из села Старое Резяпкино в конце XVIII века. До начала XX века называлась Новорезяпкино. В 1890 году здесь проживало 789 человек, в 1910 – 1053 человека.

## Население
Постоянное население составляло 146 человек (мордва 85%) в 2002 году, 105 в 2010 году.